# ساتورن (قاطور)
القاطور ساتورن (1936 - 22 مايو 2020) كان قاطورًا أمريكيًا مقيمًا في حديقة حيوان موسكو. وهو مشهور كأسطورة مدنية أنه كان في السابق «القاطور الأليف» لأدولف هتلر.
ولد في ولاية مسيسيبي، الولايات المتحدة، سرعان ما تم إحضاره إلى ألمانيا، حيث أقام في حديقة حيوان برلين. وهنا نشأ ارتباطه مع أدولف هتلر، حيث ورد أن هتلر استمتع بزيارة حديقة الحيوانات وأحب القاطور. ومع أن هتلر ربما رأى ساتورن في حديقة الحيوانات، إلا أنه لم يكن أبدًا حيوان أليف شخصي لهتلر. خلال الحرب العالمية الثانية، تم تدمير حديقة حيوان برلين، وتم العثور على ساتورن من قبل جنود بريطانيين أعطوا القاطور للسوفييت في عام 1946. عاش في حديقة حيوان موسكو حتى 22 مايو 2020، حيث توفي بسبب الشيخوخة. كان أحد أشهر عوامل الجذب في حديقة الحيوانات وأكثرها شعبية.

## الوصف
بلغ طول ساتورن 2 إلى 3.5 مترًا، ووزنه 200 كجم (441 رطلاً). وكغالبية القواطير، كان لديه قشور خضراء وفم واسع وعينين صفراوين.

## سيرته
ولد ساتورن عام 1936 في البرية في مسيسيبي، الولايات المتحدة. أُمسك به في ذلك العام وشُحن إلى برلين، حيث انتقل إلى حديقة حيوان برلين. من هذه الفترة ظهرت إشاعة شعبية بأن ساتورن كان «حيوان أليف» لأدولف هتلر. ربما يكون انتشار الشائعة بسبب المؤلف بوريس أكونين، الكاتب الروسي الذي افترض ذلك في مقال منشور له. وفي الواقع، لم يكن حيوانًا أليفًا شخصيًا لهتلر، حيث كان معروضًا بشكل علني في حديقة الحيوانات. ومع ذلك، تشير بعض المصادر إلى أن عرضه في حديقة الحيوانات هو جزء من إدارة شخصية لهتلر، بينما يزعم دميتري فاسيلييف، وهو طبيب بيطري في حديقة حيوان موسكو، حتى وإن لم يكن ساتورن حيوانًا أليفًا لهتلر، حدث اتصال بين الاثنين بالتأكيد، حيث كان من المعروف أن هتلر زار حديقة حيوان برلين في بعض الأحيان.
خلال الحرب العالمية الثانية، دُمرت حديقة حيوان برلين، وعُثِرَ على ساتورن من قبل الجنود البريطانيين، الذين أعطوا القاطور للسوفييت في عام 1946. عاش في حديقة حيوان موسكو حتى 23 مايو 2020، حيث توفي بسبب الشيخوخة. وكان أحد أشهر عوامل الجذب في حديقة الحيوانات وأكثرها شعبية.
خلال الحرب العالمية الثانية، تم تدمير جزء كبير من حديقة حيوانات برلين. من أصل 16000 حيوان في الحديقة، نجا 96 فقط. عندما تم تدمير مبنى حوض السمك بقنبلة في 23 نوفمبر 1943، قتل 20 إلى 30 من القواطير والتماسيح. ووثقت التقارير الصحفية أن الشوارع القريبة من الحوض مليئة بجيف القواطير والتماسيح، ولكن البعض، بما في ذلك ساتورن، نجوا وكانوا يتجولون بحثًا عن الطعام.
في ختام الحرب، أصبحت المنطقة التي تقع فيها حديقة حيوان برلين تحت الولاية القضائية لمنطقة الاحتلال البريطانية. في عام 1946، عثر جنود بريطانيون على ساتورن، وأحضروه إلى لايبزيغ، التي كانت آنذاك جزءًا من منطقة الاحتلال السوفيتي، حيث أعطوا ساتورن إلى السوفييت. في حين أن التفاصيل الدقيقة لكيفية وصول ساتورن إلى روسيا غير معروفة منذ أن احترق مكتب السياحة في موسكو في الخمسينيات، من المعروف أن الجيش الأحمر نقل ساتورن مع ثعبان هندي، إلى موسكو في يوليو 1946، وأحضروه للعيش في حديقة حيوان موسكو. فور وصول القاطور ساتورن إلى حديقة حيوان موسكو، كان نقطة جذب شهيرة، حيث لم يكن هناك سوى اثنين من القواطير في حديقة الحيوانات ولا التماسيح الأخرى. أكسبته أصوله الألمانية لقب "هتلر، لكنه حصل لاحقًا على اسم ساتورن. في عام 1993، عندما كانت الدبابات الروسية تتحرك في حديقة الحلقة بعد انهيار الاتحاد السوفييتي، صرخ ساتورن بسبب الاهتزازات، واعتقد حراس حديقة الحيوانات أنه ذكّره بمعركة برلين.
في الخمسينيات من القرن الماضي، أعطت الولايات المتحدة الاتحاد السوفيتي قاطور أصغر سنا كهدية. تم تسميتها شيبكا، وبدأت هي وساتورن في التزاوج، على الرغم من أنهما لم ينتجان أي ذرية، حيث إن جميع البيض الذي أنتجته شيبكا كان عقيمًا. توفيت شيبكا، التي كانت أصغر من ساتورن بثلاثين عامًا، وتضايق ساتورن بسبب وفاتها لدرجة أنه رفض الطعام لبعض الوقت. وبحلول عام 2005، كان لدى ساتورن رفيقة جديدة، تبلغ من العمر ثلاثين عامًا.
خلال وجوده في حديقة حيوان موسكو، سقط لوح خرساني من سقف الحوض في حاوية القاطور، ولكن لحسن حظ ساتورن، كان في مكان بعيد عن موضع السقوط. وفي عام 1990، بني مبنى جديد لأحواض السمك، لكن ساتورن عارض هذه الخطوة، رافضًا تناول الطعام لمدة أربعة أشهر وأصبح قريبًا من الموت. وذات مرة، ألقى زائر مخمور صخرة على رأسه لإيقاظه، وبعد ذلك حارب الأطباء البيطريون في حديقة الحيوان لإبقائه على قيد الحياة لعدة أشهر. ومرة أخرى، ألقت مجموعة من السياح عبوات زجاجية على ساتورن، مما أدى إلى إصابته. بعد هذه الحوادث، أضيف جدار زجاجي سميك للحوض.
في عام 2010، توقف ساتورن مرة أخرى عن الأكل، هذه المرة لمدة عام تقريبًا. أخذ موظفو حديقة الحيوان عينات الدم لتحليلها، وحقنوه بالفيتامينات في محاولة لإبقائه على قيد الحياة. وفي النهاية استأنف الأكل.
في أواخر حياته، قضى ساتورن معظم وقته في النوم. يتناول حمية من الأسماك والأرانب والجرذان مرتين في الأسبوع. يقول فلاديمير كودريافتسيف، رئيس قسم الزواحف في حديقة حيوان موسكو، إنه لا يوجد الكثير من الزوار اليوم يعرفون تاريخ ساتورن الحافل بالأحداث. اليوم، يربط موظفو حديقة الحيوان فقط أصول ساتورن الألمانية بمجموعات من تلاميذ المدارس الزائرين. وكان ساتورن معروفًا بأنه مسالم. باستثناء حادثة عنف وحيدة ارتكبها في عام 1970، عندما حاول أن يعض مأمورًا عديم الخبرة حاول إطعامه باليد.
في عام 2015، قامت حديقة حيوان موسكو بتجديد Terrarium، حيث يوجد حاوية القاطور. تم الانتهاء من المقصورة الداخلية الجديدة، وعاد ساتورن إلى العرض العام. وأيضًا في عام 2015، أصبح ساتورن تحت رعاية شركة الملابس الفرنسية لاكوست.

## روابط خارجية
- لقطات فيديو لأسوشيتد برس ساتورن
- لقطات فيديو RT لساتورن